# Fédération internationale féline
La Fédération internationale féline, o più brevemente FIFé, è una federazione dei registri felini (dove, per felini deve intendersi piccoli felini) che opera in campo internazionale. Attualmente include 42 organizzazioni membri in 40 paesi tra Europa, Sud America e Asia.
La FIFe è uno dei membri fondatori del World Cat Congress.

## Storia
La federazione venne fondata ufficiosamente a Parigi nel 1949 da Marguérite Ravel durante un incontro tra la Fédération Féline Française, la Royal Cat Society of Flander e la Società Felina Italiana. Il nome originale era Fédération internationale féline d'Europe (FIFE). Lo stesso, a Parigi, fu organizzata la prima esposizione felina della FIFe, alla quale furono iscritti più di 200 gatti e allevatori, provenienti da Francia, Italia, Svizzera, Belgio e Paesi Bassi.
La prima assemblea generale della FIFE si tenne il 10 dicembre 1950 a Gand, Belgio, dove la federazione venne ufficializzata. Per l'occasione Marguérite Ravel commissionò allo scultore Jean Martel una statuetta in arenaria rosa, a forma di gatto, che fu regalata a tutti i partecipanti.
Negli anni la federazione si espanse considerevolmente e, nel 1972, vide l'ingresso del club brasiliano Clube Brasileiro do Gato, per cui la denominazione europea fu abbandonata e l'acronimo venne cambiato in FIFé.

## Attività

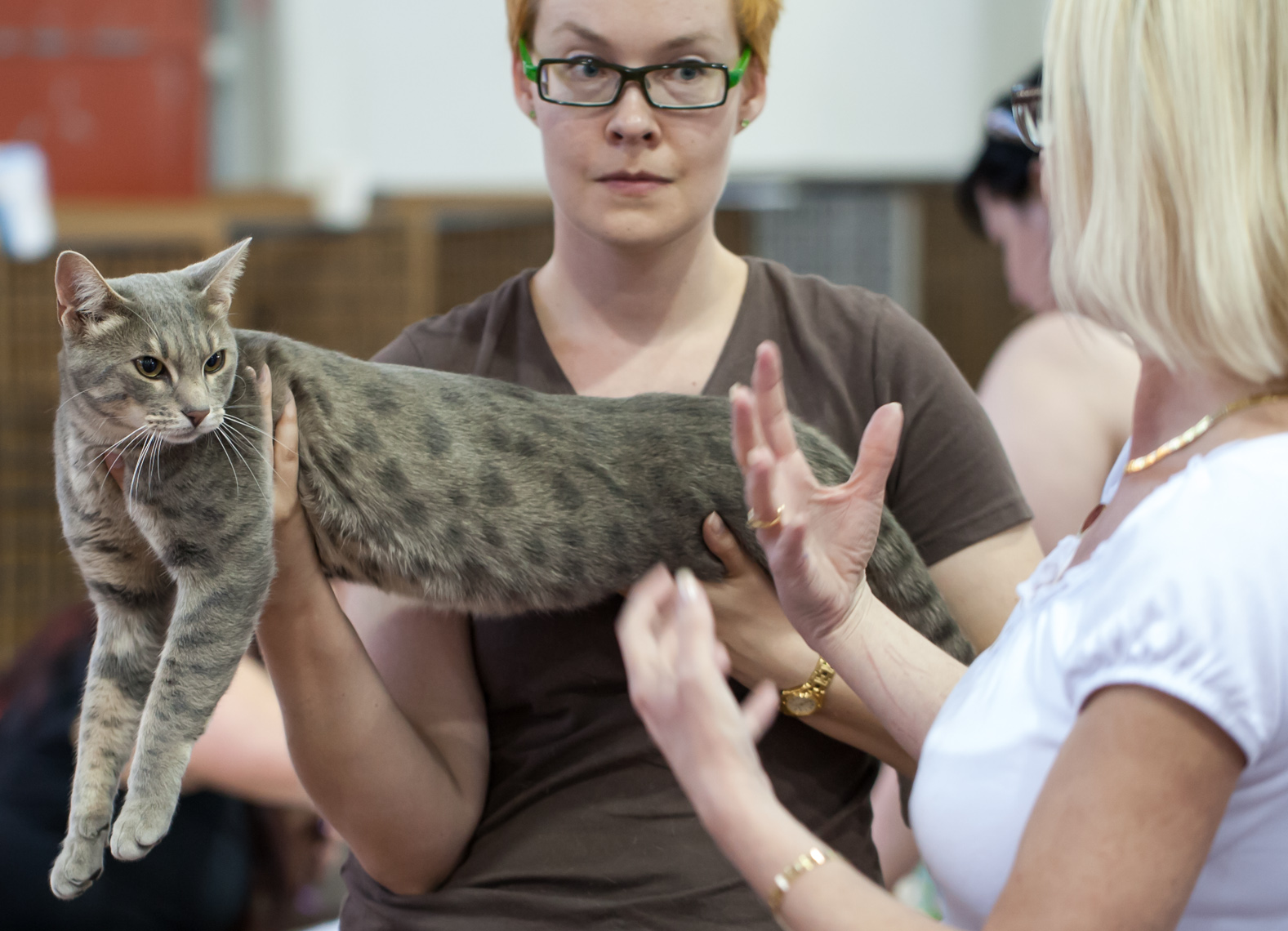
Un Ocicat presentato all'esposizione felina FIFe di Hyvinkää

La federazione coordina a livello internazionale le associazioni gattofile nazionali e lavora a favore del benessere e la salute dei felini. I membri della FIFe seguono le stesse regole per quanto riguarda gli standard di razza dei gatti, l'allevamento, l'anagrafe felina, le competizioni, i giudici e la formazione di nuovi giudici.
Il comitato direttivo è composto da 6 membri, eletti tra le nazioni che fanno parte della federazione e coadiuvati da 6 commissioni:
- Judges & Standards Commission;
- Breeding & Registration Commission;
- Show Commission;
- Health & Welfare Commission;
- Disciplinary Commission
- Public Relation Commission

## Razze feline riconosciute
Il sistema EMS
La FIFe riconosce 48 razze feline, suddivise in 4 categorie principali e identificate con tre lettere secondo il sistema EMS (Easy Mind System). L'EMS è un codice alfanumerico elaborato dalla FIFe per identificare e descrivere la razza, il colore, il disegno del mantello e altre caratteristiche dei gatti, come la forma della coda o il colore degli occhi.
Oltre alle 48 razze riconosciute, la FIFe attribuisce un codice a tre lettere anche ai gatti appartenenti a razze non riconosciute, in fase di riconoscimento preliminare, riconosciute solo a livello nazionale e per i gatti meticci.

### Categorie
| Codice      | Razza                           | Anno di riconoscimento |
| Categoria 1 |                                 |                        |
| EXO         | Esotico                         | 1983                   |
| PER         | Persiano                        | 1949                   |
| RAG         | Ragdoll                         | 1991                   |
| SBI         | Sacro di Birmania               | 1949                   |
| TUV         | Turco Van                       | 1960                   |
| Categoria 2 |                                 |                        |
| ACL         | American Curl a pelo lungo      | 2003                   |
| ACS         | American Curl a pelo corto      | 2003                   |
| LPL         | LaPerm a pelo lungo             | 2015                   |
| LPS         | LaPerm a pelo corto             | 2015                   |
| MCO         | Maine Coon                      | 1982                   |
| NEM         | Neva Masquerade                 | 2011                   |
| NFO         | Gatto delle foreste norvegesi   | 1977                   |
| SIB         | Gatto siberiano                 | 1997                   |
| TUA         | Angora turco                    | 1988                   |
| Categoria 3 |                                 |                        |
| BEN         | Bengala                         | 1999                   |
| BLH         | British a pelo lungo            | 2017                   |
| BML         | Burmilla                        | 1995                   |
| BSH         | British shorthair               | 1960/1977/1981         |
| BUR         | Burmese                         | 1960                   |
| CHA         | Certosino                       | 1949/1977              |
| CYM         | Cymric                          | 2006                   |
| EUR         | Europeo                         | 1949/1981              |
| KBL         | Kurilean Bobtail a pelo lungo   | 2004                   |
| KBS         | Kurilean Bobtail a pelo corto   | 2004                   |
| KOR         | Gatto Korat                     | 1980                   |
| MAN         | Gatto dell'Isola di Man         | 1949                   |
| MAU         | Mau egiziano                    | 1992                   |
| OCI         | Ocicat                          | 1992                   |
| SIN         | Singapura                       | 2014                   |
| SNO         | Snowshoe                        | 2004                   |
| SOK         | Sokoke                          | 1994                   |
| SRL         | Selkirk Rex a pelo lungo        | 2017                   |
| SRS         | Selkirk Rex a pelo corto        | 2017                   |
| Categoria 4 |                                 |                        |
| ABY         | Abissino                        | 1949                   |
| BAL         | Balinese                        | 1983                   |
| CRX         | Cornish Rex                     | 1968                   |
| DRX         | Devon Rex                       | 1968                   |
| DSP         | Don Sphynx                      | 2011                   |
| GRX         | German Rex                      | 1982                   |
| JBT         | Bobtail giapponese              | 1989                   |
| OLH         | Oriental a pelo lungo           | 1985                   |
| OSH         | Oriental a pelo corto           | 1959                   |
| PEB         | Gatto Peterbald                 | 2012                   |
| RUS         | Blu di Russia                   | 1949                   |
| SIA         | Siamese                         | 1949                   |
| SOM         | Somalo                          | 1981                   |
| SPH         | Sphynx                          | 2002                   |
| THA         | Thai                            | 2017                   |
| Extra       |                                 |                        |
| HCL         | Gatti non di razza a pelo lungo |                        |
| HCS         | Gatti non di razza a pelo corto |                        |

## Membri della FIFe
| Paese           | Nome                                                                     |
| --------------- | ------------------------------------------------------------------------ |
| Argentina       | Asociación Felina Argentina (AFA)                                        |
| Austria         | Klub der Katzenfreunde Österreichs (KKÖ)                                 |
| Austria         | Österreichischer Verband für die Zucht und Haltung von Edelkatzen (ÖVEK) |
| Belgio          | Felis Belgica (FBe)                                                      |
| Bielorussia     | Felinolog                                                                |
| Brasile         | Federação Felina Brasileira (FFB)                                        |
| Bulgaria        | Federation of Felinology Bulgaria (FFBg)                                 |
| Cina            | China Cat Union (CCU)                                                    |
| Colombia        | Asociación Club Felino Colombiano (ACFEC)                                |
| Croazia         | Savez Felinoloških Društava Hrvatske (SFDH)                              |
| Danimarca       | Landsforeningen Felis Danica (FD)                                        |
| Estonia         | Eesti Kassikasvatajate Klubi (FELIX)                                     |
| Finlandia       | Suomen Kissaliitto ry (SK)                                               |
| Francia         | Fédération Féline Française (FFF)                                        |
| Germania        | Deutscher Edelkatzenzüchter Verband e.V. (1. DEKZV)                      |
| Gran Bretagna   | Felis Britannica (FB)                                                    |
| Grecia          | Felis Greece (FGR)                                                       |
| Indonesia       | Indonesian Cat Association (ICA)                                         |
| Islanda         | Kynjakettir Kattarœktarfélag Íslands (KKI)                               |
| Italia          | Associazione Nazionale Felina Italiana (ANFI)                            |
| Liechtenstein   | Verein der Katzenzüchter Liechtensteins "Aristocat"                      |
| Lettonia        | Cat Fanciers & Clubs Association Latvija (CFCA)                          |
| Lituania        | Lithuanian Felinology Association "Bubaste"                              |
| Lussemburgo     | LUX-CAT-CLUB Fédération Féline Luxembourgeoise (LCC-FFL)                 |
| Malesia         | Kelab Kucing Malaysia (KKM)                                              |
| Messico         | Federación Felina de Mexicó A.C. (FFM)                                   |
| Moldavia        | Association Feline Felis Moldova (FM)                                    |
| Norvegia        | Norske Rasekattklubbers Riksforbund (NRR)                                |
| Paesi Bassi     | Nederlandse Vereniging van Fokkers & Liefhebbers van Katten "Felikat"    |
| Paesi Bassi     | Mundikat                                                                 |
| Polonia         | Polska Federacja Felinologiczna "Felis Polonia" (FPL)                    |
| Portogallo      | Clube Portugues de Felinicultura (CPF)                                   |
| Repubblica Ceca | Český Svaz Chovatelů (ČSCH)                                              |
| Romania         | Federatia Asociatiilor Feline “Felis Romania” (FAF-FR)                   |
| Russia          | Felis Russica (FRU)                                                      |
| Slovacchia      | Federácia Felis Slovakia (FFS)                                           |
| Slovenia        | Zveza Felinoloških Društev Slovenije (ZFDS)                              |
| Spagna          | Asociación Felina Española (ASFE)                                        |
| Svezia          | Sveriges Kattklubbars Riksförbund ("SVERAK")                             |
| Svizzera        | Fédération Féline Helvétique (FFH)                                       |
| Ucraina         | Ukrainian Felinology Union (UFU)                                         |
| Ungheria        | Magyar Macskások Egyesülete "Felis Hungarica" (FH)                       |